# Carlos Manuel Correia dos Santos
Carlos Manuel Correia dos Santos (nascut el 15 de gener de 1958), conegut simplement com a Carlos Manuel, és un futbolista professional portuguès ja retirat que va jugar com a migcampista central i posteriorment ha fet d'entrenador.
Conegut pel seu pas pel Benfica, amb el qual va participar en 318 partits competitius durant vuit temporades i mitja, marcant 58 gols, també va ser una figura destacada de la selecció durant la major part dels anys vuitanta i, després de retirar-se, va iniciar una llarga etapa com a entrenador.
Després d'haver guanyat més de 40 partits amb Portugal en sis anys, Carlos Manuel va representar el país en una Copa del Món i un Campionat d'Europa.

## Carrera de club
Nascut a Moita, districte de Setúbal, Carlos Manuel va debutar amb el GD CUF, passant el 1978 al FC Barreirense. Va arribar a la Primeira Liga quan va fitxar amb el SL Benfica, encara a Lisboa, i va ser membre influent d'un equip que va guanyar quatre lligues i sis copes als anys 80, a més de quedar subcampió el 1982 de la 83a Copa de la UEFA (el campió fou el RSC Anderlecht).
Després de caure en desgracia amb la direcció del club, Carlos Manuel es va traslladar el gener de 1988 a Suïssa per jugar amb el FC Sion. Només cinc mesos després, va tornar a la capital portuguesa després de signar amb l'Sporting CP. Després d'una primera temporada sòlida, la seva carrera va començar a acabar, i finalment es va retirar a finals de la temporada 1993–94 mentre estava al GD Estoril Praia; abans havia representat el Boavista FC durant dos anys; va ser escollit pel diari esportiu portuguès Record com un dels 100 millors jugadors de futbol portuguesos de la història.
Després de retirar-se als 36 anys, Carlos Manuel va començar a entrenar, després d'haver dirigit amb poc èxit una sèrie de clubs, principalment a la zona de Lisboa. A mitjan campanya 1997–98, va comprar el seu contracte a l'SC Salgueiros i es va incorporar a l'Sporting, però aquest últim només va poder acabar quart i va ser destituït, un destí que va conèixer pocs mesos després a l'SC Braga.

## Carrera internacional
Per la selecció de Portugal, Carlos Manuel va ser convocat en 42 ocasions, marcant vuit gols. El seu debut es va produir el 26 de març de 1980 en una derrota per 1–4 fora de casa contra Escòcia per a les eliminatòries de la UEFA Euro 1980.
Tres d'aquests gols van ser memorables: la victòria contra Polònia a Wrocław el 28 d'octubre de 1983 que va ajudar a Portugal a classificar-se per a l'Eurocopa de 1984, la històrica victòria a Alemanya Occidental el 16 d'octubre de 1985, que va assegurar la classificació per a la Copa del Món de la FIFA de 1986 i a les fases finals d'aquesta última competició, la derrota d'Anglaterra en el primer grup (els tres partits van acabar 1-0 per a Portugal).
Després de la derrota del Mundial de 1986 davant el Marroc, amb l'eliminació de la selecció a la fase de grups –la competició també va quedar tacada per la implicació dels jugadors portuguesos en l'Afer Saltillo–, Carlos Manuel es va retirar de l'escena internacional, amb només 28 anys. El juny de 2012, va succeir Luís Norton de Matos com a entrenador de Guinea Bissau. Va estar en el càrrec només un partit, una derrota per 1-0 davant el Camerun a la fase de classificació de la Copa Àfrica de Nacions 2013 (2-0 global).

## Palmarès

### Club
Benfica
- Primera Lliga: 1980–81, 1982–83, 1983–84, 1986–87
- Taça de Portugal: 1979–80, 1980–81, 1982–83, 1984–85, 1985–86, 1986–87
- Supertaça Cândido de Oliveira: 1979, 1984
- Taça de Honra (2)
- Subcampió de la Copa de la UEFA: 1982–83

Boavista
- Taça de Portugal: 1991–92[2]

### Individual
- Futbolista de l'any CNID: 1985[10]